# Amos Tirop Matui
Amos Tirop Matui (27 maggio 1976) è un ex maratoneta keniota.

## Palmarès
| Anno | Manifestazione          | Sede        | Evento   | Risultato | Prestazione | Note |
| ---- | ----------------------- | ----------- | -------- | --------- | ----------- | ---- |
| 2010 | Giochi del Commonwealth | Nuova Delhi | Maratona | Bronzo    | 2h15'58"    |      |

## Altre competizioni internazionali
2004
- 4º alla Maratona di Bruxelles ( Bruxelles) - 2h12'14"
- Argento alla Maratona di Hannover ( Hannover) - 2h13'21"
- Oro alla Mezza maratona di Amburgo ( Amburgo) - 1h05'26"

2005
- Oro alla Maratona di Singapore ( Singapore) - 2h15'57"

2006
- Oro alla Maratona di Singapore ( Singapore) - 2h15'01"

2007
- 7º alla Maratona di Ottawa ( Ottawa) - 2h14'12"
- Argento alla Maratona di Singapore ( Singapore) - 2h14'25"

2008
- Bronzo alla Maratona di Singapore ( Singapore) - 2h15'15"

2011
- Argento alla Maratona di Colonia ( Colonia) - 2h09'35"
- Bronzo alla Maratona di Hannover ( Hannover) - 2h10'07"

2012
- 6º alla Maratona di Hannover ( Hannover) - 2h11'33"
- 7º alla Maratona di Singapore ( Singapore) - 2h19'37"

2014
- Argento alla Maratona di Bucarest ( Bucarest) - 2h14'41"

2015
- 9º alla Maratona di Riga ( Riga) - 2h16'38"